# コスモス街道 (久留米市)

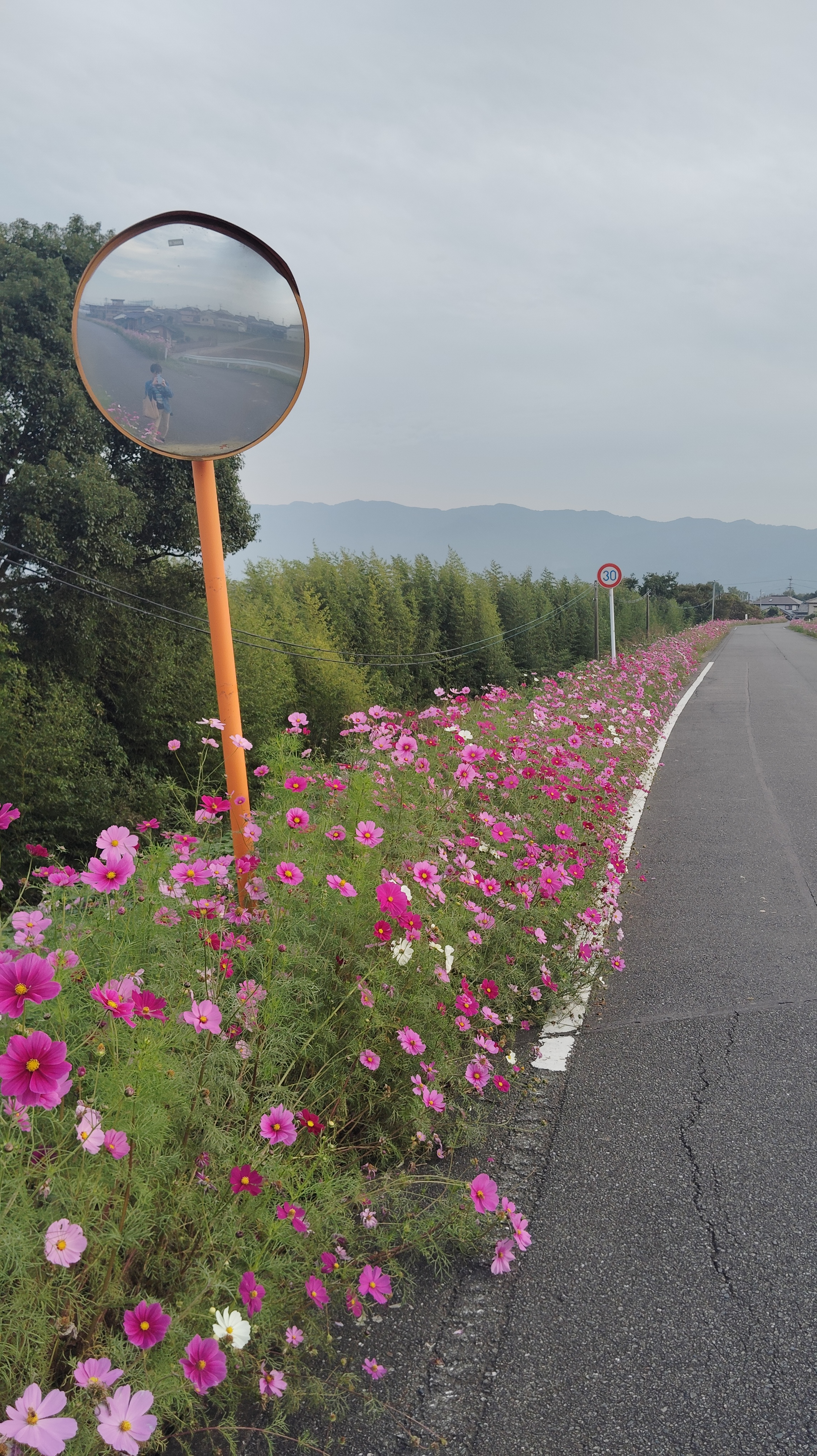
コスモス街道

コスモス街道（コスモスかいどう）は、福岡県久留米市北野町にある道路の通称。

## 概要
北野町を流れる陣屋川の堤防約3.5kmに渡って約50万本のコスモスが植えられている道路。1972年、川へのごみの不法投棄に心を痛めていた近隣住民が、娘の成長への祈りも込めて自宅前の土手10mほどにコスモスを植えたところ、ほかの住民らの賛同も集まって多くのコスモスが植えられるようになっていき、現在の規模となった。コスモスの花は全て地元のボランティアが管理を行っており、未来に残したい日本の花風景「池坊花逍遥100選」の認定を受けるなど、コスモスは北野町のシンボル的存在になっている。
毎年10月には街道沿いのコスモスパーク北野と北野天満宮周辺で「コスモスフェスティバル」が開催され、多くの観光客で賑わう。

## 交通アクセス
- 西鉄甘木線北野駅より徒歩5分（300m）。
- マイカーの場合、九州自動車道久留米インターチェンジから約6.4km。もしくは大分自動車道筑後小郡インターチェンジから約8.2km。
- 「コスモスパーク北野」に駐車場あり